# Fire We Make
"Fire We Make" é uma canção da cantora e compositora americana Alicia Keys com a participação do cantor Maxwell. Foi lançada como quarto single de seu quinto álbum de estúdio Girl On Fire em 28 de março de 2013.

## Composição
Foi escrita e produzido por Keys, juntamente com Gary Clark Jr. e Warren "Oak" Felder e Andrew "Pop" Wansel da dupla de produção Pop & Oak ."Fire We Make" é uma balada neo soul com influências adultas contemporâneas de R&B, nas quais Keys e Maxwell adotam vocais sensuais em falsete. Os elementos instrumentais utilizados incluem eco de riffs de guitarra elétrica e sintetizadores de palmas. Em "Fire We Make", Keys e Maxwell, como protagonistas, confessam seu amor e falam da química que têm entre si, que comparam ao fogo que está "ficando cada vez mais quente". Críticos de música contemporânea notaram sua semelhança com as músicas de Prince; eles também elogiaram sua produção fumegante e a performance vocal de ambos os cantores.

## Videoclipe
O vídeo estreou simultaneamente no site da BET 106 & Park e em seu canal do Vevo/Youtube em 23 de abril de 2013 e foi filmado pelo diretor americano Chris Robinson em Nova Orleans, Louisiana, em abril de 2013, com partes do vídeo gravadas dentro de uma pensão nos bairros de Garden District e French Quarter, respectivamente. A produção foi dirigida por Nina Miller para a Robot Films de Robinson, enquanto Bradford Young atuou como diretor de fotografia do vídeo; a edição foi realizada por Bill Yukich.

## Faixas e formatos
| Download Digital |                              |         |  |
| N.º              | Título                       | Duração |  |
| 1.               | "Fire We Make" (com Maxwell) | 3:56    |  |

## Desempenho nas tabelas musicais
Alcançou o número 29 na parada R&B/Hip-Hop Songs da Billboard e o número 1 do Adult R&B chart.
| \| Tabela musical (2013) \| Melhor posição \| \| ------------------------------------------ \| -------------- \| \| Coreia do Sul (Gaon Music Chart)[8] \| 64 \| \| Estados Unidos (Adult R&B Airplay)[7] \| 1 \| \| Estados Unidos (Hot 100 Airplay)[9] \| 72 \| \| Estados Unidos (Top R&B/Hip-Hop Songs)[10] \| 38 \| |                |
| Tabela musical (2013) | Melhor posição |
| Coreia do Sul (Gaon Music Chart) | 64             |
| Estados Unidos (Adult R&B Airplay) | 1              |
| Estados Unidos (Hot 100 Airplay) | 72             |
| Estados Unidos (Top R&B/Hip-Hop Songs) | 38             |

## Certificações
| País           | Provedor | Vendas  | Certificação |
| -------------- | -------- | ------- | ------------ |
| Estados Unidos | RIAA     | 500.000 | Ouro         |

## Histórico de lançamento
| País           | Data                | Formato        | Gravadora  |
| -------------- | ------------------- | -------------- | ---------- |
| Estados Unidos | 28 de Março de 2013 | Urban AC radio | RCA        |
| Itália         | 10 de Maio de 2013  | Top 40 radio   | Sony Music |